# Eulymnia
Eulymnia là một chi bướm đêm thuộc họ Noctuidae.